# Millettia dinklagei
Millettia dinklagei är en ärtväxtart som beskrevs av Hermann August Theodor Harms. Millettia dinklagei ingår i släktet Millettia och familjen ärtväxter. Inga underarter finns listade i Catalogue of Life.